# Libélula 44

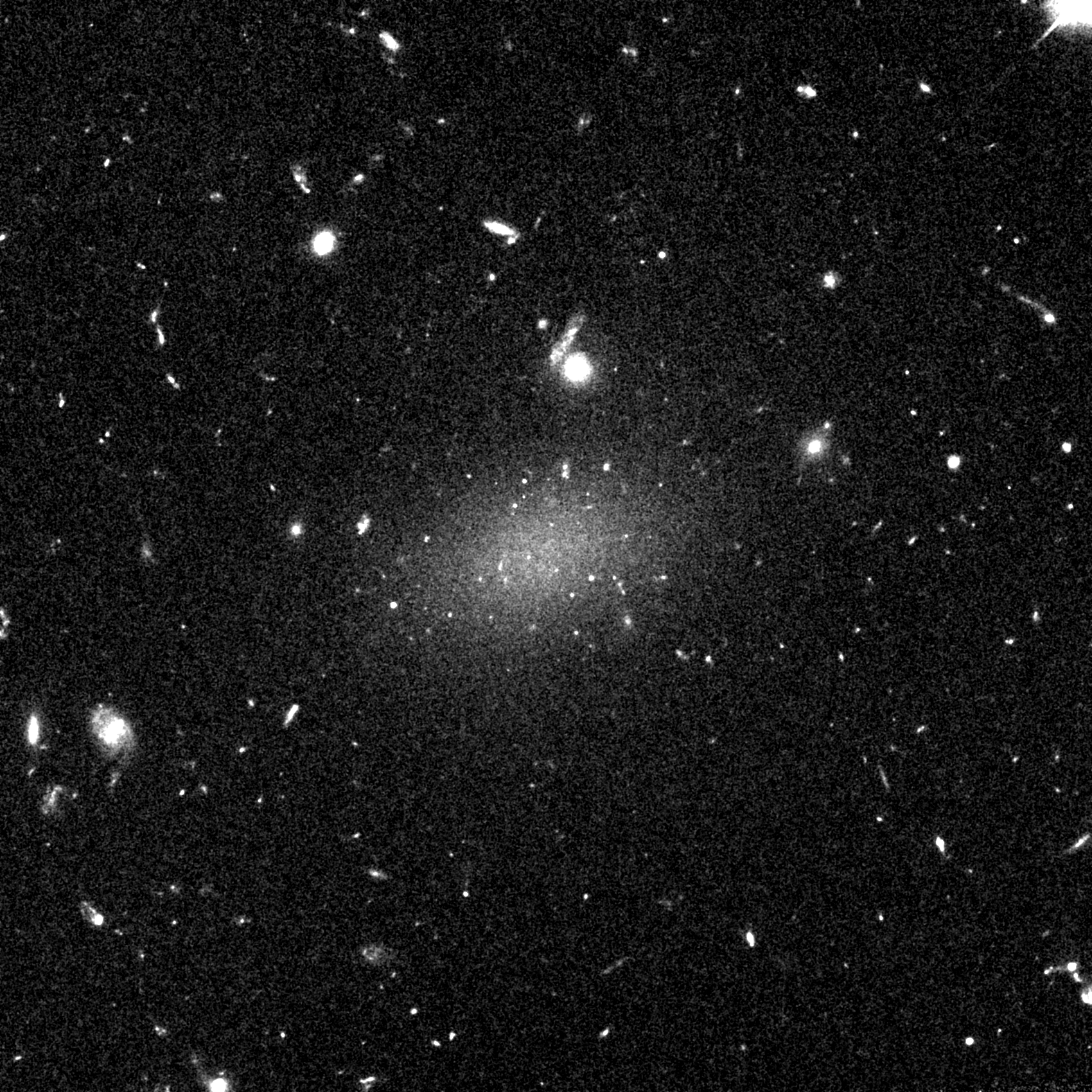
A galáxia Libélula 44 vista pelo telescópio espacial Hubble.

Libélula 44 é uma galáxia ultra difusa (UDG) e escura, no aglomerado Coma cerca de 330 milhões de anos luz da Terra. Libélula 44 tem a massa da Via Láctea, mas com estrelas quase não perceptíveis e 99,99 por cento da sua estrutura galáctica é na forma de matéria escura.